# メスケネト

立ち姿のメスケネト

メスケネト（Meskhenet）または、メセネト (Mesenet)、メスケント (Meskhent)、メシュケント (Meshkent) とは、古代エジプト神話における出産の女神である。

## 概要
幼児、出産として妊婦の守護神とされる女神。また運命を司るとも考えられた。
女性の姿で表され、この時に頭の上に乗せられている細長い棒状の物が特徴である。これは、牛の子宮または、卵管と言われている。
人が出産で生まれ出る時に魂を吹き込むと信じられた。同じ出産に関わる女神、ヘケトやタウエレトと同一視された。

## 神話
古代エジプトでは、「誕生レンガ」と言われる一対のレンガの上でしゃがむ姿勢で女性は、赤ん坊を出産した。メスケネトは、この様子を神格化したと言われている。そのため美術において彼女は、女性の首と牛の子宮が一つになったレンガや象徴的な牛の子宮が、その被り物についている女性として描写された。
古代エジプトでは、まずクヌムが泥をろくろの上で捏ねて人を作り、ヘケトが生命を吹き込んでから胎内に移し、誕生と共にメスケネトがカーを吹き込むと考えられた。カーを創造する役割を果たす彼女は、運命と関連するとも捉えられるようになる。やがて彼女は、運命の神とされたシャイと対であると見做されるようになった。
特に死後の再生を信じたエジプト人にとって「第二の誕生」を与える神とも信仰された。
メスケネトは、ウェストカー・パピルスの中では伝説の最後の場面で突出して大きな位置を占めている。伝説は、第五王朝の最初の3代の皇帝で、そして伝説では三つ子と言われている、ウセルカフ、サフラー、ネフェルイルカラー・カカイの誕生について語る。子供のおのおのが生まれた直後にネスケネトは現れ、彼がエジプトの王になるだろうと予言する。

## ギャラリー

誕生レンガとしてのメスケネト
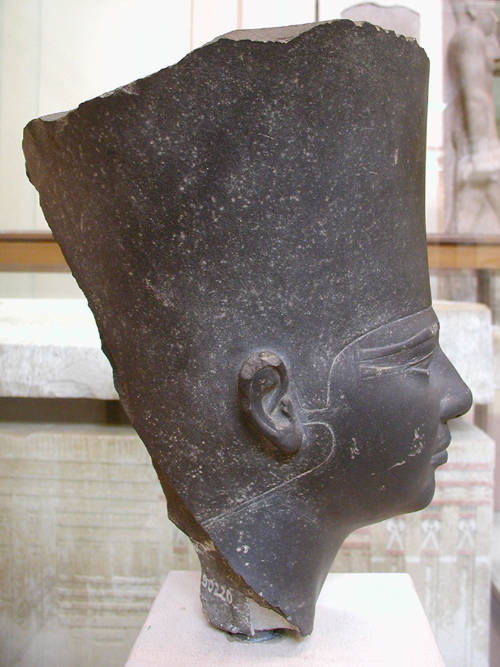
伝説的な三つ子の一人、ウセルカフ
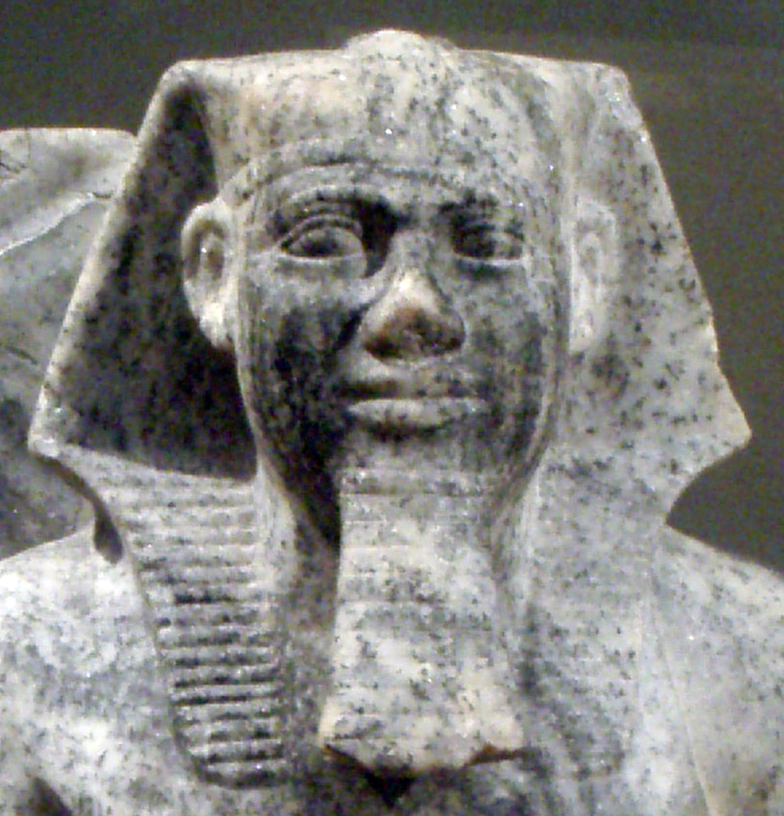
伝説的な三つ子のもう一人、サフラー